# 로소 피오렌티노
조반니 바티스타 디 자코포(이탈리아어: Giovanni Battista di Jacopo, 1495년 3월 8일~1540년 11월 14일)는 로소 피오렌티노(이탈리아어: Rosso Fiorentino, 이탈리아어로 "피렌체의 빨간 머리"를 의미) 또는 일 로소(이탈리아어: Il Rosso, "빨간 머리"를 의미)라는 별명으로 더욱 잘 알려진 이탈리아의 매너리즘 화가로 주로 유화와 프레스코화를 그렸으며 피렌체 화파에 속했다.

## 생애
1495년 피렌체에서 태어난 자코포는 자신의 빨간 머리 때문에 '피렌체의 빨간 머리'를 의미하는 로소 피오렌티노라는 별칭을 얻게 되었다. 처음에 그는 안드레아 델 사르토의 스튜디오에서 폰토르모와 함께 그림을 배웠다. 그의 초기 작품으로는 《성가족과 아기 세례자 요한》(월터스 미술관), 《류트를 연주하는 커룹》(우피치 미술관), 《어린 세례자 요한》(개인 소장) 등이 있으며, 모두 1521년경에 제작되었다. 1523년 후반, 로소는 로마로 이주하여 미켈란젤로, 라파엘로, 그리고 다른 르네상스 예술가들의 작품을 접하면서 많은 영향을 받게 되었고 그의 예술적 스타일이 변하게 되었다.
1527년 로마 약탈 이후 로소는 결국 프랑스로 가서 1530년 프랑수아 1세의 궁정에서 직위를 얻었고, 죽을 때까지 그곳에 머물렀다. 로소는 프란체스코 프리마티초와 함께 "첫 번째 퐁텐블로 화파"의 일원으로 퐁텐블로궁에서 활동한 주요 예술가 중 한 명으로, 일생의 대부분을 그곳에서 보냈다. 1540년 로소의 죽음(바사리의 입증되지 않은 주장에 따르면 자살이다.) 이후, 프란체스코 프리마티초가 퐁텐블로의 예술 감독을 맡았다.
로소와 다른 후기 르네상스 피렌체 화가들의 독특한 양식은 오랫동안 보다 자연주의적이고 부드러운 표현을 선호한 동시대 화가들에 비해 평가절하되었지만, 최근 수십 년 사이에 그 평판이 상당히 회복되었다. 그의 대표작이 관광객들의 발길이 드문 작은 도시(볼테라)에 있다는 점도 그동안 외면받은 이유 중 하나였다. 특히 사진이 보급되기 이전에는 더욱 그러했다. 그의 작품 속 인물들의 포즈는 분명히 뒤틀린 자세를 취하고 있고 종종 초췌하고 마른 모습으로 보이지만, 그의 작품에는 상당한 힘이 있다.

## 십자가에서 내려지는 예수

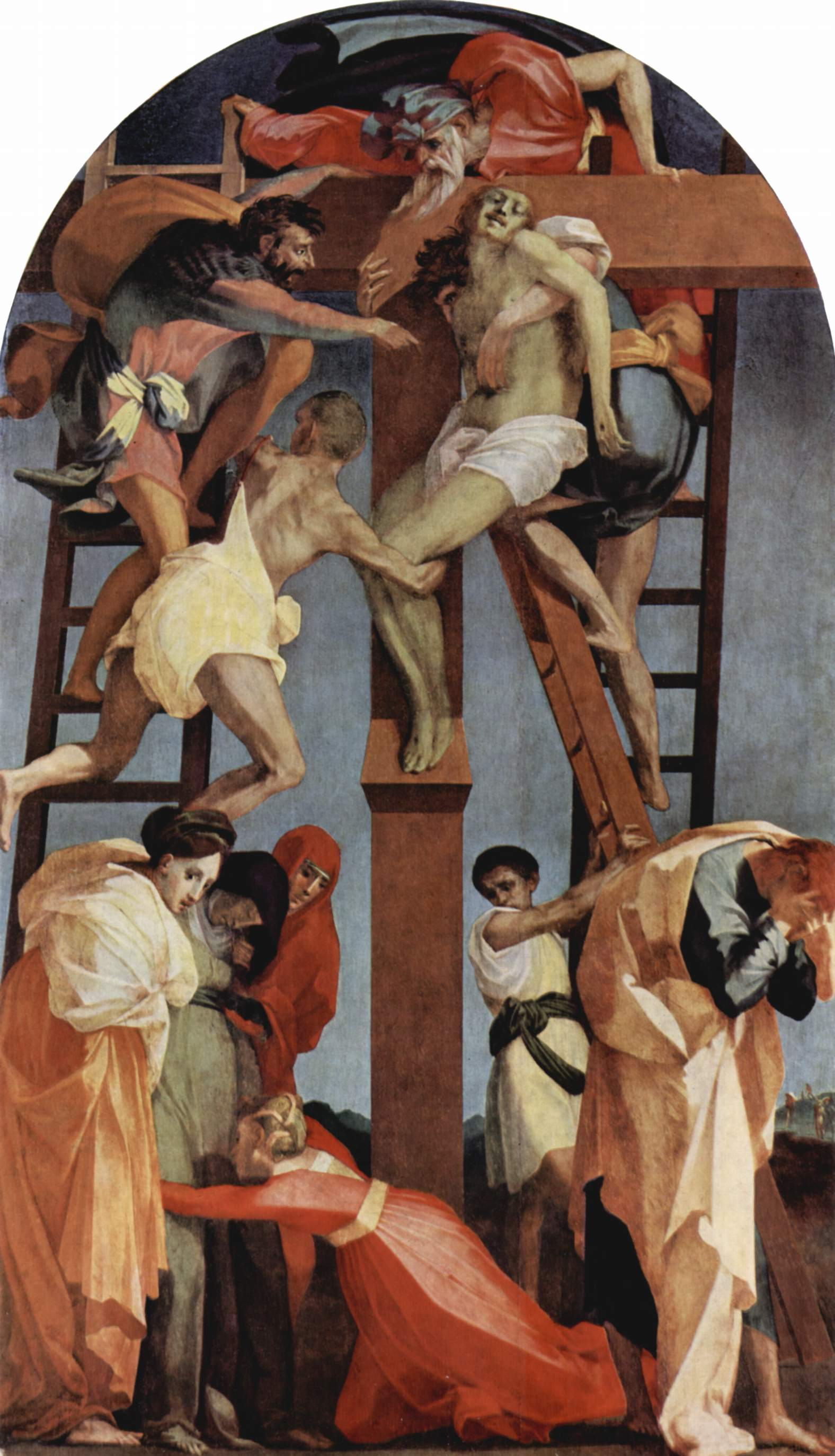
《십자가에서 내려지는 예수》, 1521년, 나무 패널에 그린 유화. 375 × 196cm, 볼테라 시립 미술관

로소의 대표작으로는 일반적으로 볼테라 시립 미술관에 소장된 《십자가에서 내려지는 예수》 제단화가 꼽힌다. 이 작품은 원래 볼테라 대성당을 위해 제작되었다. 다른 그리스도 강가(降架) 작품들은 정적인 슬픔을 표현하는 데 반해, 이 작품은 급하고 어수선한 과정을 묘사하고 있다. 아래의 인물들의 조용한 슬픔을 단순하고 강력하게 표현하고 있으며, 숨겨진 얼굴에서 강력한 표정이 드러난다. 하늘은 어둡고, 세 개의 사다리와 그리스도의 시신을 내리고 있는 인물들은 위태로워 보인다. 그리스도는 창백하고 누런 안색으로 묘사되어 있다. 이러한 격렬하고 바람에 휩쓸린 듯한 장면은, 같은 주제를 다루었으면서도 보다 절제된 구성을 보이는 피렌체의 동시대 매너리즘 화가 폰토르모의 작품과 뚜렷한 대조를 이룬다.
로소는 산세폴크로의 산 로렌초 교회를 위해 더 어둡고 인물 구성이 더 복잡한 두 번째 《십자가에서 내려지는 예수》 제단화를 그렸다.

## 작품

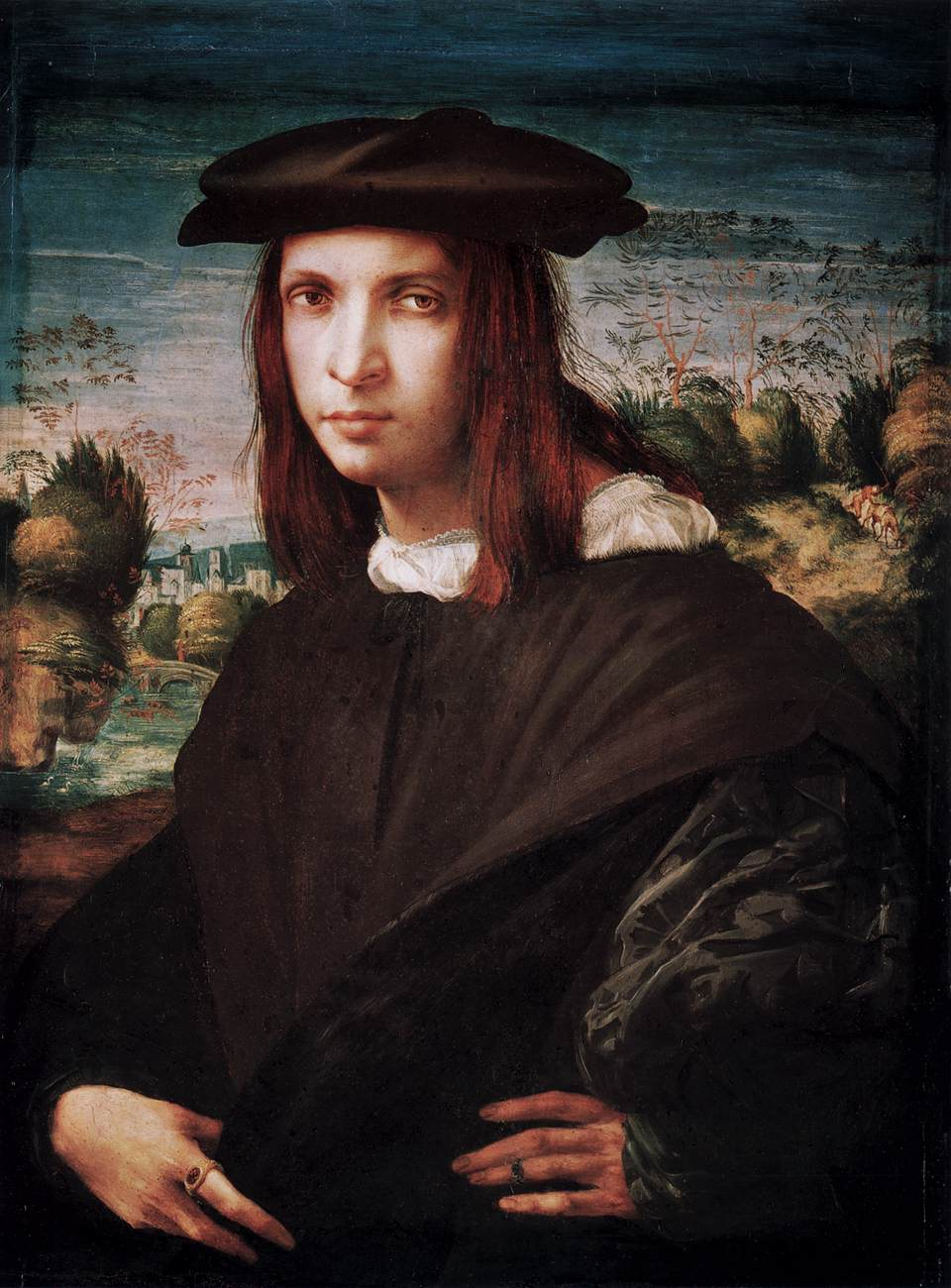
《젊은 남성의 초상화》, 1517년~1518년, 베를린 회화관
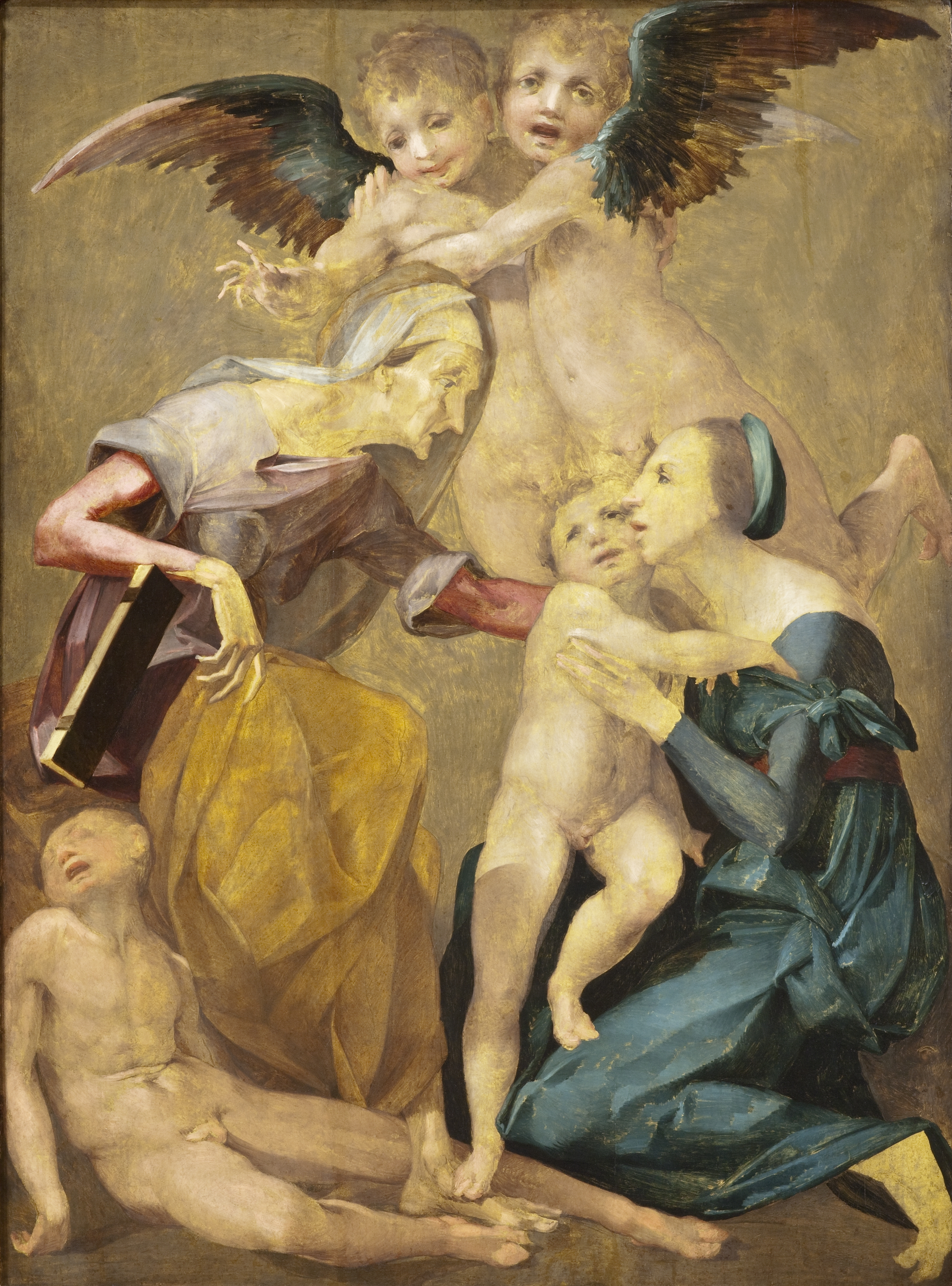
《성가족》, 1520년경
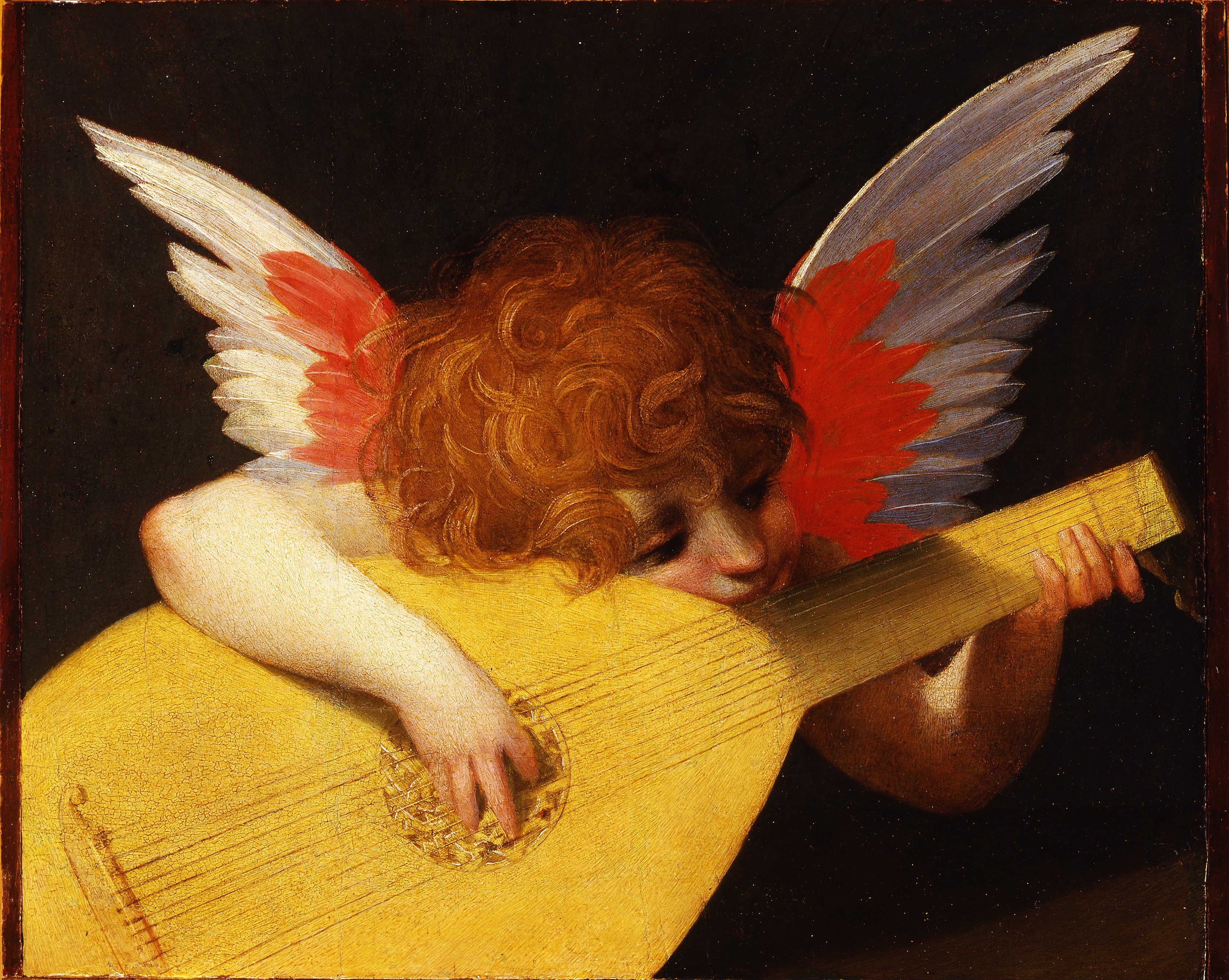
《류트를 연주하는 커룹》, 1521년, 우피치 미술관
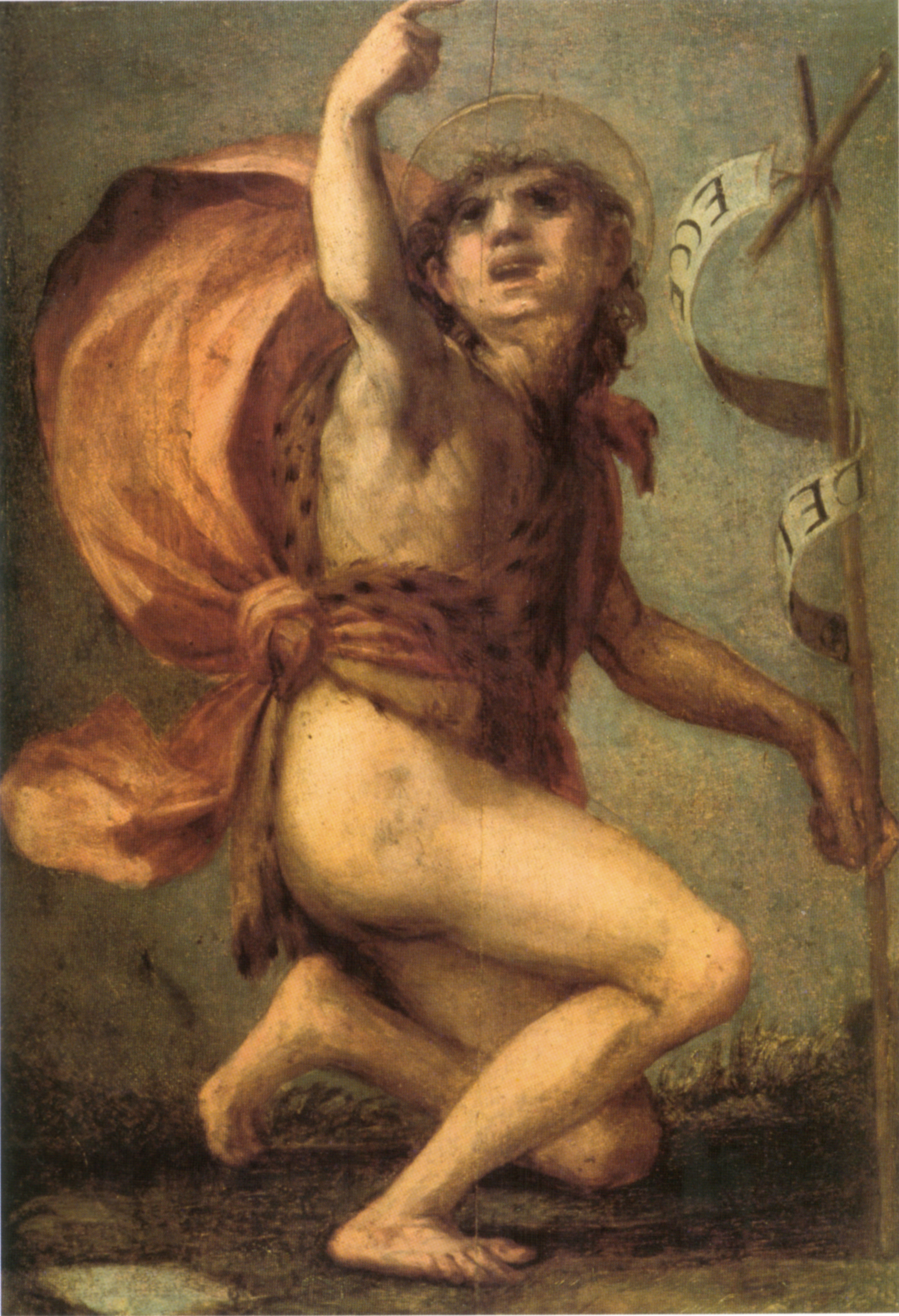
《어린 세례자 요한》, 1521년경, 개인 소장
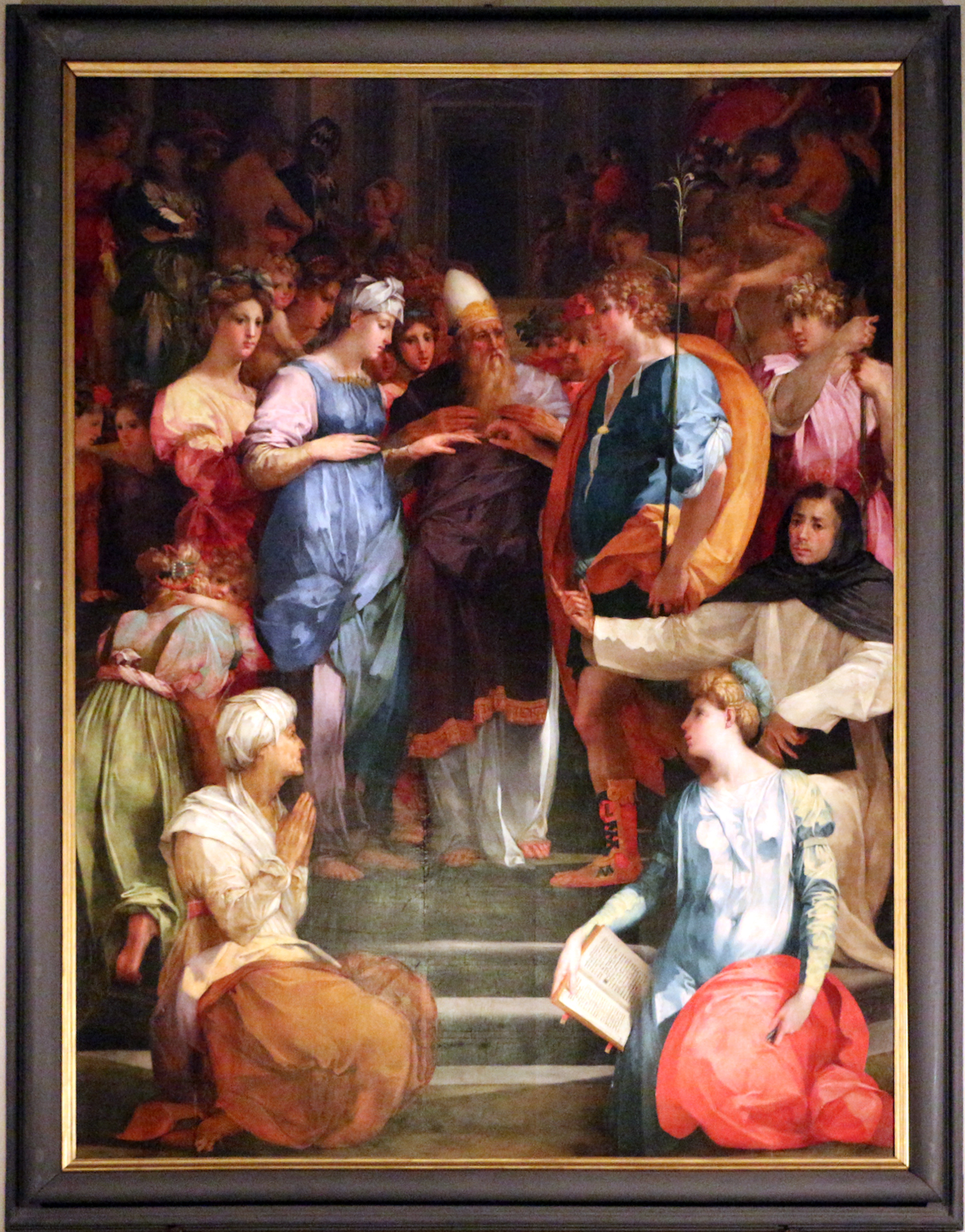
《성모 마리아의 결혼》, 1523년, 산 로렌초 성당
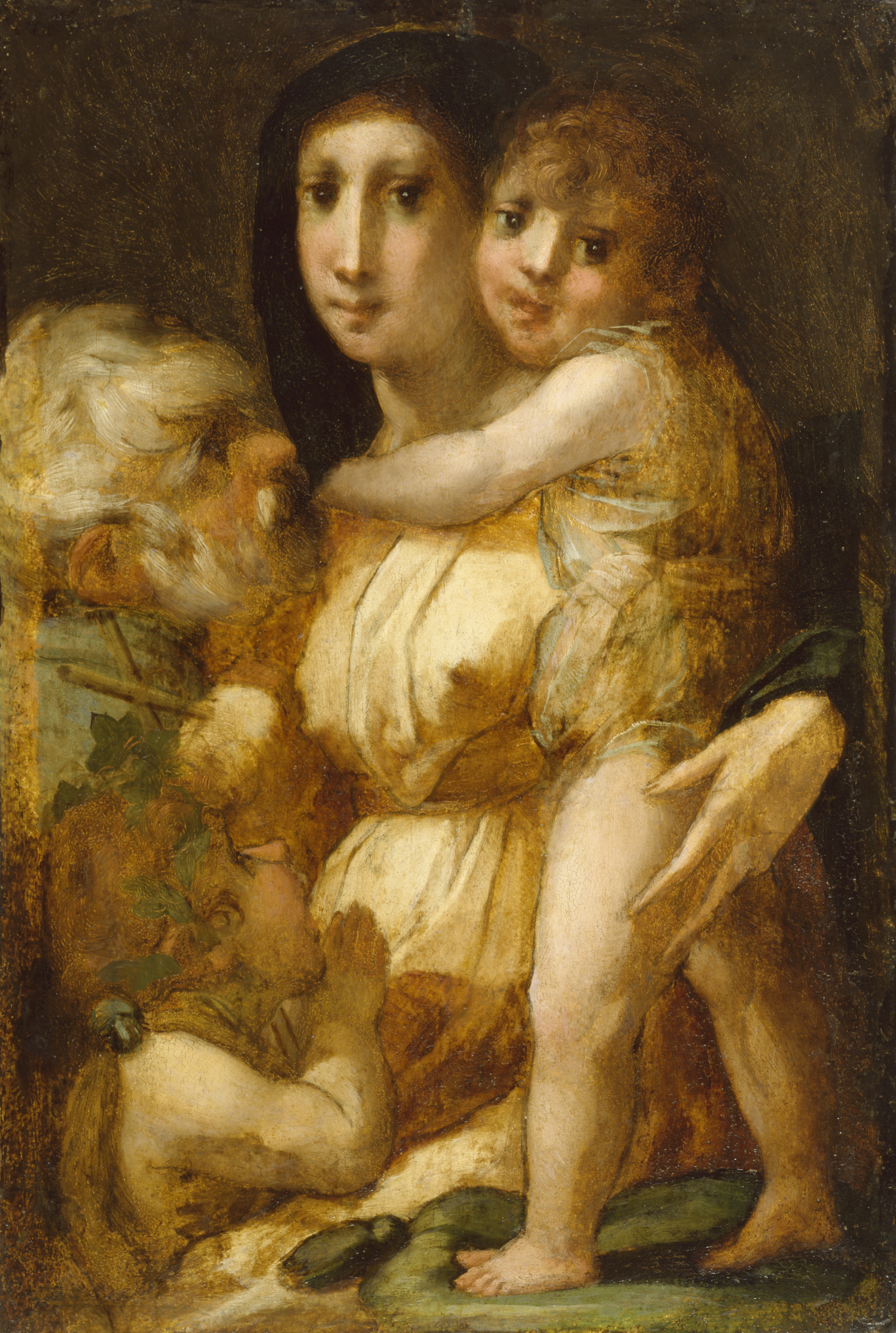
《성가족과 아기 세례자 요한》, 1521년경, 월터스 미술관
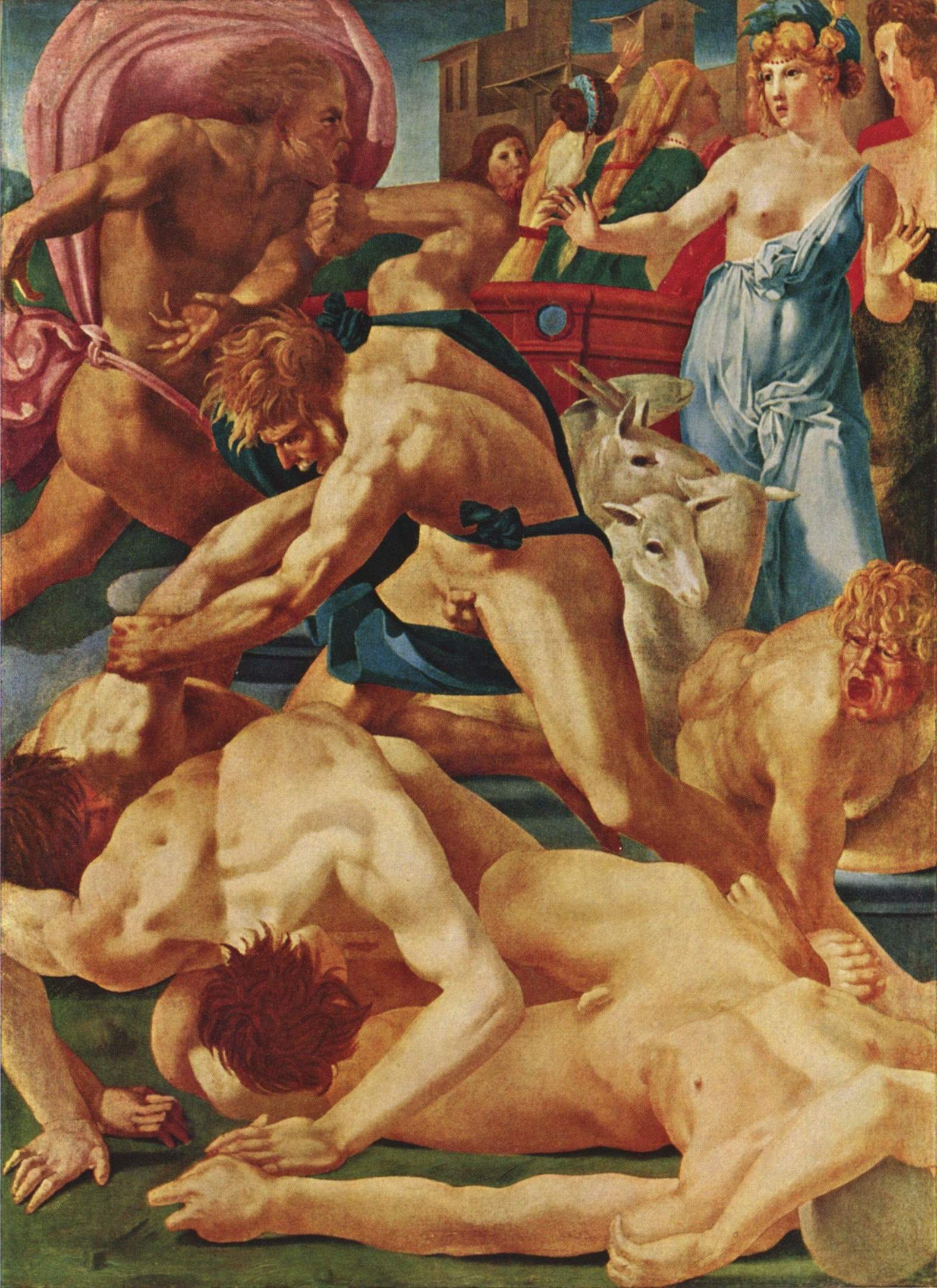
《이드로의 딸들을 지키는 모세》, 1523년경, 우피치 미술관
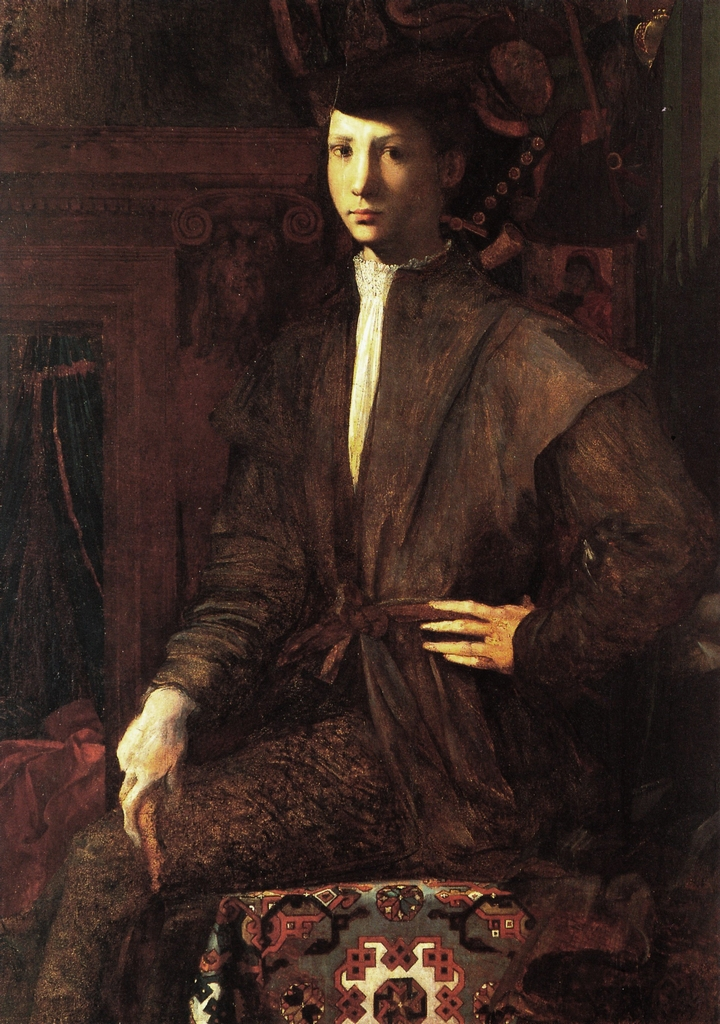
《카펫 위에 앉아 있는 젊은 남자의 초상화》, 1525년, 카포디몬테 미술관
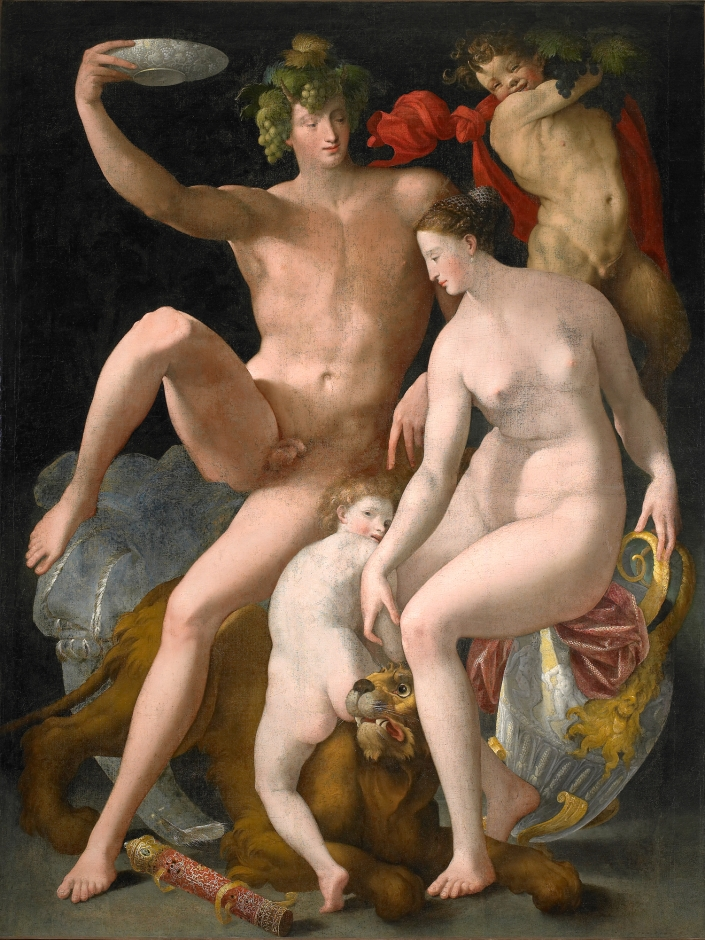
《바쿠스, 비너스, 그리고 큐피드》, 1531년경, 국립 역사 미술 박물관
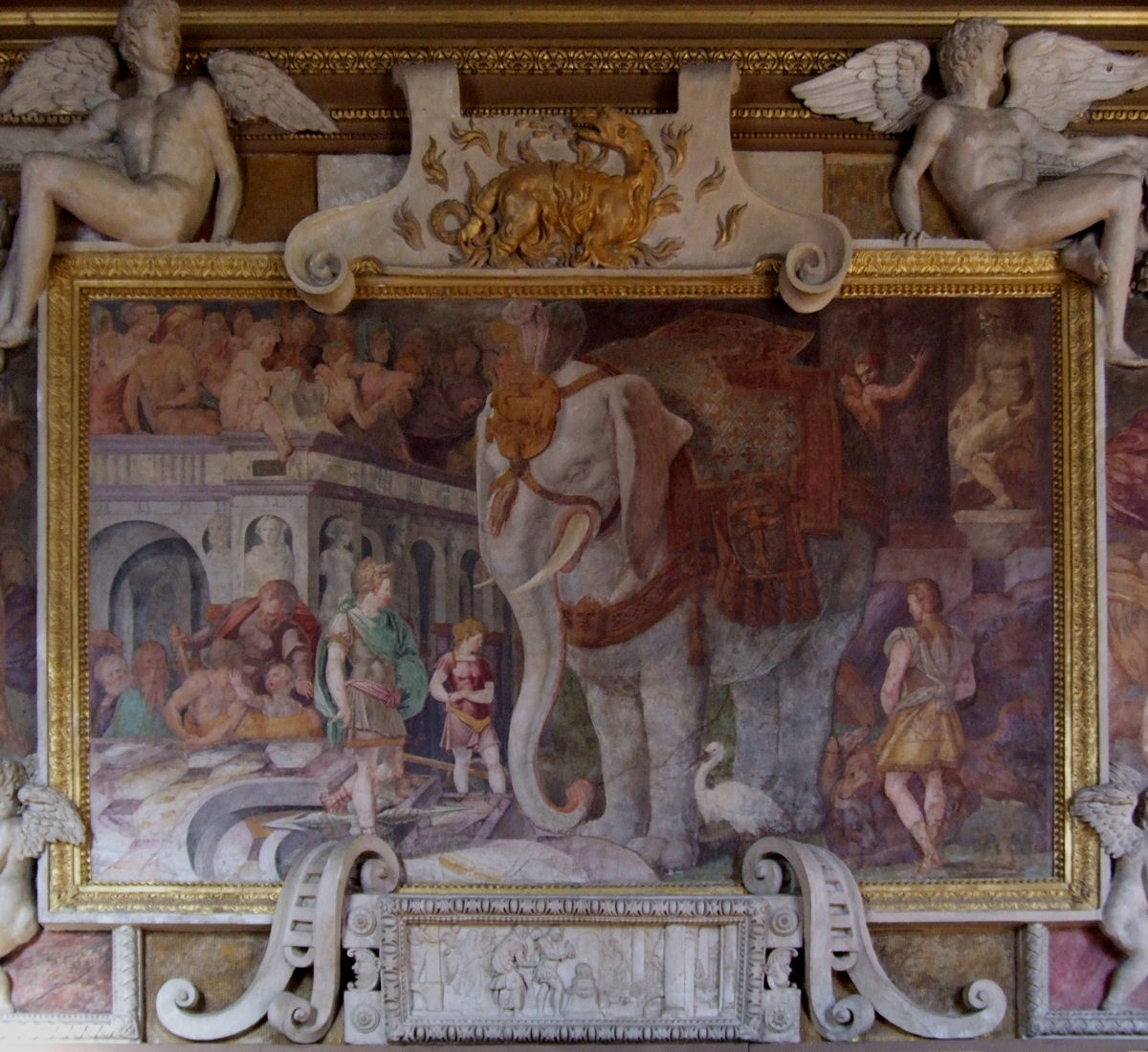
《코끼리》, 1536년경, 퐁텐블로궁
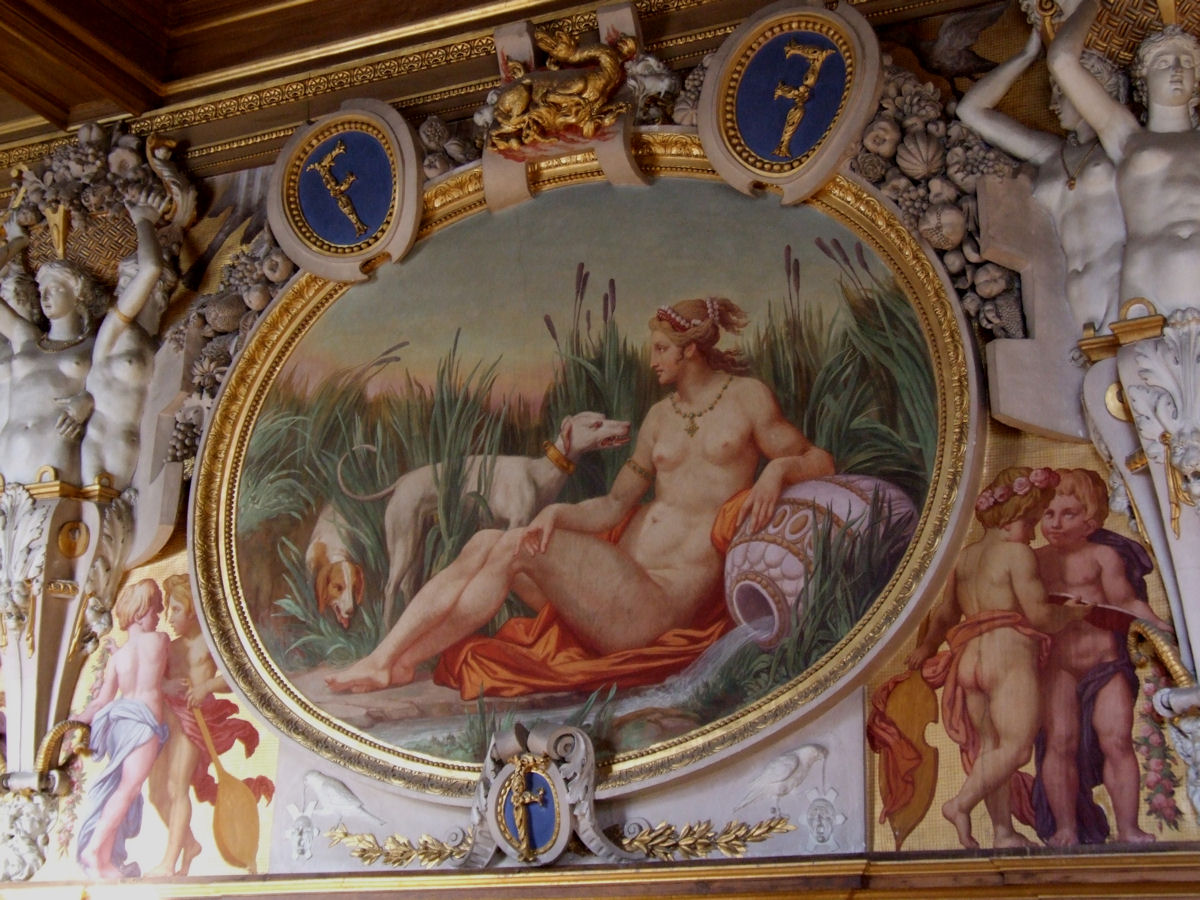
《다이아나》, 퐁텐블로궁

## 내용주
1. ↑  According to the calendar system in use in Florence at the time, the year began on 25 March, meaning that his birth year was marked as 1494.